# Acaciella penicillata
Acaciella penicillata là một loài thực vật có hoa trong họ Đậu. Loài này được (Standl.) Britton & Rose miêu tả khoa học đầu tiên năm 1928.